# Llista de topònims de Salàs de Pallars
Llista de topònims (noms propis de lloc) del municipi de Salàs de Pallars, al Pallars Jussà
Informació actualitzada per un bot. Els canvis manuals es perdran quan s'actualitzi!

## borda
| imatge | Nom                          | Ubicat a         | instància de | Detalls | coordenades                                                            | Protecció | Commons (més fotos) | Dades a WD                    |
| ------ | ---------------------------- | ---------------- | ------------ | ------- | ---------------------------------------------------------------------- | --------- | ------------------- | ----------------------------- |
|        | Corral de l'Oromir           | Salàs de Pallars | borda        |         | 42° 14′ 04″ N, 0° 55′ 12″ E / 42.2343405123416°N,0.919913750708346°E   |           |                     | Modifica les dades a Wikidata |
|        | borda de l'Aleix             | Salàs de Pallars | borda        |         | 42° 12′ 42″ N, 0° 54′ 59″ E / 42.2117883408852°N,0.916341549425954°E   |           |                     | Modifica les dades a Wikidata |
|        | borda de l'Esteve            | Salàs de Pallars | borda        |         | 42° 14′ 06″ N, 0° 55′ 10″ E / 42.235116°N,0.919576°E Sensui 709.3 msnm |           |                     | Modifica les dades a Wikidata |
|        | borda del Mílio de la Solana | Salàs de Pallars | borda        |         | 42° 13′ 37″ N, 0° 55′ 01″ E / 42.2269939439744°N,0.917053074607723°E   |           |                     | Modifica les dades a Wikidata |
|        | borda del Pelegrí            | Salàs de Pallars | borda        |         | 42° 14′ 03″ N, 0° 54′ 18″ E / 42.2340341641382°N,0.905066601398446°E   |           |                     | Modifica les dades a Wikidata |

## carrer
| imatge | Nom                       | Ubicat a         | instància de | Detalls                                  | coordenades                                                                         | Protecció                                  | Commons (més fotos)                     | Dades a WD                    |
| ------ | ------------------------- | ---------------- | ------------ | ---------------------------------------- | ----------------------------------------------------------------------------------- | ------------------------------------------ | --------------------------------------- | ----------------------------- |
|        | carrer de Sant Cebrià Alt | Salàs de Pallars | carrer       | Estil: arquitectura popular 15th century | 42° 12′ 46″ N, 0° 55′ 52″ E / 42.21282°N,0.93105°E                                  | bé integrant del patrimoni cultural català | Carrer de Sant Cebrià Alt de Salàs      | Modifica les dades a Wikidata |
|        | carrer de Sant Pere       | Salàs de Pallars | carrer       | Estil: arquitectura popular 15th century | 42° 12′ 47″ N, 0° 55′ 52″ E / 42.2131°N,0.931018°E                                  | bé integrant del patrimoni cultural català | Carrer de Sant Pere (Salàs de Pallars)  | Modifica les dades a Wikidata |
|        | carrer de les Eres        | Salàs de Pallars | carrer       | Estil: arquitectura popular 19th century | 42° 12′ 50″ N, 0° 55′ 55″ E / 42.213841°N,0.931994°E ca:Carrer de les Eres 567 msnm | bé integrant del patrimoni cultural català | Carrer de les Eres (Salàs de Pallars)   | Modifica les dades a Wikidata |
|        | carrer del Bon Jesús      | Salàs de Pallars | carrer       | Estil: arquitectura popular 10th century | 42° 12′ 44″ N, 0° 55′ 57″ E / 42.21234°N,0.93243°E ca:C. del Bon Jesús              | bé integrant del patrimoni cultural català | Carrer del Bon Jesús (Salàs de Pallars) | Modifica les dades a Wikidata |

## casa
| imatge | Nom                                   | Ubicat a         | instància de | Detalls                                                      | coordenades                                                                                   | Protecció                                  | Commons (més fotos)                   | Dades a WD                    |
| ------ | ------------------------------------- | ---------------- | ------------ | ------------------------------------------------------------ | --------------------------------------------------------------------------------------------- | ------------------------------------------ | ------------------------------------- | ----------------------------- |
|        | Casa Ramonet                          | Salàs de Pallars | casa         | Estil: arquitectura popular 16th century                     | 42° 12′ 49″ N, 0° 55′ 48″ E / 42.213726°N,0.930034°E ca:C. del Forn Vell, 9 587 msnm          | bé integrant del patrimoni cultural català | Casa Ramonet (Salàs de Pallars)       | Modifica les dades a Wikidata |
|        | Casa l'Amorós                         | Salàs de Pallars | casa         | Estil: arquitectura gòtica arquitectura popular 17th century | 42° 12′ 48″ N, 0° 55′ 49″ E / 42.213472°N,0.930382°E 580 msnm                                 | bé integrant del patrimoni cultural català | Casa Amorós (Salàs de Pallars)        | Modifica les dades a Wikidata |
|        | Casa pairal Raieta                    | Salàs de Pallars | casa         | Estil: arquitectura gòtica arquitectura popular 15th century | 42° 12′ 45″ N, 0° 55′ 55″ E / 42.212448°N,0.931821°E ca:C. de Sant Cebrià de Baix, 7 574 msnm | bé integrant del patrimoni cultural català | Casa pairal Raieta                    | Modifica les dades a Wikidata |
|        | Casa pairal Vesiana                   | Salàs de Pallars | casa         | Estil: arquitectura gòtica arquitectura popular 15th century | 42° 12′ 45″ N, 0° 55′ 55″ E / 42.212483°N,0.932001°E ca:C. de Sant Cebrià de Baix, 9 574 msnm | bé integrant del patrimoni cultural català | Casa pairal Vesiana                   | Modifica les dades a Wikidata |
|        | Casa pairal al carrer de Sant Pere, 6 | Salàs de Pallars | casa         | Estil: arquitectura popular 14th century                     | 42° 12′ 47″ N, 0° 55′ 53″ E / 42.212956°N,0.931283°E ca:C. de Sant Pere, 6 576 msnm           | bé integrant del patrimoni cultural català | Casa pairal al carrer de Sant Pere, 6 | Modifica les dades a Wikidata |
|        | Casa pairal al carrer de Sant Pere, 8 | Salàs de Pallars | casa         |                                                              | 42° 12′ 47″ N, 0° 55′ 53″ E / 42.212956°N,0.931283°E                                          | bé integrant del patrimoni cultural català | Casa pairal al carrer de Sant Pere, 8 | Modifica les dades a Wikidata |

## curs d'aigua
| imatge | Nom                                     | Ubicat a                                         | instància de | Detalls                                                                                              | coordenades                                                                                                  | Protecció | Commons (més fotos)                     | Dades a WD                    |
| ------ | --------------------------------------- | ------------------------------------------------ | ------------ | --- | --- | --------- | --------------------------------------- | ----------------------------- |
|        | Barranc de Fontfreda                    | Salàs de Pallars Tremp                           | curs d'aigua | Desemboca: Noguera Pallaresa Llarg: 11.5km                                                           | 42° 16′ 03″ N, 0° 51′ 19″ E / 42.267391°N,0.855355°E 42° 12′ 24″ N, 0° 56′ 02″ E / 42.206538°N,0.933752°E    |           | Barranc de Fontfreda (Salàs de Pallars) | Modifica les dades a Wikidata |
|        | Barranc de Sant Pere (Salàs de Pallars) | Salàs de Pallars                                 | curs d'aigua | Desemboca: Noguera Pallaresa                                                                         | 42° 12′ 28″ N, 0° 56′ 37″ E / 42.2079°N,0.943731°E                                                           |           |                                         | Modifica les dades a Wikidata |
|        | Noguera Pallaresa                       | Vall d'Aran Pallars Sobirà Pallars Jussà Noguera | curs d'aigua | Desemboca: Segre Llarg: 154km Conca: 2820km²                                                         | 41° 54′ 23″ N, 0° 53′ 24″ E / 41.9064°N,0.8901°E 42° 42′ 43″ N, 0° 56′ 58″ E / 42.71185°N,0.94951944444444°E |           | Noguera Pallaresa                       | Modifica les dades a Wikidata |
|        | barranc de Vilanova                     | Salàs de Pallars Conca de Dalt                   | curs d'aigua | Desemboca: barranc del Solà Llarg: 2.5km                                                             | 42° 14′ 09″ N, 0° 55′ 44″ E / 42.2359°N,0.928853°E                                                           |           |                                         | Modifica les dades a Wikidata |
|        | barranc de l'Aulesa                     | Salàs de Pallars                                 | curs d'aigua | Travessa: Salàs de Pallars Conca de Dalt Desemboca: barranc de Rivert Llarg: 2.5km                   | 42° 14′ 34″ N, 0° 52′ 31″ E / 42.2428°N,0.875319°E                                                           |           |                                         | Modifica les dades a Wikidata |
|        | barranc del Solà                        | Salàs de Pallars Conca de Dalt                   | curs d'aigua | Travessa: la Pobla de Segur Salàs de Pallars Conca de Dalt Desemboca: Noguera Pallaresa Llarg: 2.5km | 42° 16′ 12″ N, 0° 52′ 54″ E / 42.2699°N,0.881578°E                                                           |           |                                         | Modifica les dades a Wikidata |
|        | el Torrentill                           | Salàs de Pallars                                 | curs d'aigua | Desemboca: Noguera Pallaresa                                                                         | 42° 12′ 19″ N, 0° 54′ 52″ E / 42.205175°N,0.914372°E 42° 12′ 03″ N, 0° 55′ 54″ E / 42.20079°N,0.931744°E     |           |                                         | Modifica les dades a Wikidata |

## entitat singular de població
| imatge | Nom              | Ubicat a         | instància de                                   | Detalls | coordenades                                                       | Protecció | Commons (més fotos) | Dades a WD                    |
| ------ | ---------------- | ---------------- | ---------------------------------------------- | ------- | ----------------------------------------------------------------- | --------- | ------------------- | ----------------------------- |
|        | Salàs de Pallars | Salàs de Pallars | entitat singular de població capital municipal | 348 hab | 42° 12′ 44″ N, 0° 56′ 00″ E / 42.21227021°N,0.93332503°E 558 msnm |           |                     | Modifica les dades a Wikidata |
|        | Sensui           | Salàs de Pallars | entitat singular de població                   | 6 hab   | 42° 14′ 02″ N, 0° 55′ 39″ E / 42.234023°N,0.927624°E 718.3 msnm   |           | Sensui              | Modifica les dades a Wikidata |

## església
| imatge | Nom                           | Ubicat a         | instància de | Detalls                                          | coordenades                                                                                   | Protecció                                  | Commons (més fotos)                        | Dades a WD                    |
| ------ | ----------------------------- | ---------------- | ------------ | ------------------------------------------------ | --------------------------------------------------------------------------------------------- | ------------------------------------------ | ------------------------------------------ | ----------------------------- |
|        | Mare de Déu del Coll de Salàs | Salàs de Pallars | església     | Estil: arquitectura romànica arquitectura gòtica | 42° 12′ 44″ N, 0° 55′ 55″ E / 42.212086°N,0.931953°E 566.4 msnm                               | bé integrant del patrimoni cultural català | Mare de Déu del Coll de Salàs              | Modifica les dades a Wikidata |
|        | Sant Cebrià de Salàs          | Salàs de Pallars | església     | Estil: arquitectura romànica Estat: ruïnós       | 42° 12′ 32″ N, 0° 55′ 36″ E / 42.20876111°N,0.92667778°E 677.8 msnm                           |                                            | Sant Cebrià de Salàs                       | Modifica les dades a Wikidata |
|        | Sant Clem                     | Salàs de Pallars | església     | Estat: ruïnós                                    | 42° 13′ 17″ N, 0° 55′ 13″ E / 42.22131389°N,0.9203°E 714.2 msnm                               |                                            | Sant Clem de Salàs                         | Modifica les dades a Wikidata |
|        | Sant Martí del Balust         | Salàs de Pallars | església     |                                                  | 42° 13′ 33″ N, 0° 54′ 18″ E / 42.22574722°N,0.90508611°E 791.3 msnm                           |                                            |                                            | Modifica les dades a Wikidata |
|        | Sant Pere Màrtir              | Salàs de Pallars | església     |                                                  | 42° 12′ 55″ N, 0° 54′ 53″ E / 42.215237°N,0.914805°E ca:Muntanya de Sant Pere Màrtir 807 msnm |                                            |                                            | Modifica les dades a Wikidata |
|        | Sant Pere de Salàs            | Salàs de Pallars | església     | Estil: arquitectura romànica                     | 42° 12′ 48″ N, 0° 56′ 18″ E / 42.21335556°N,0.93823611°E 556.8 msnm                           | bé integrant del patrimoni cultural català | Sant Pere de Salàs                         | Modifica les dades a Wikidata |
|        | Sant Roc de Salàs             | Salàs de Pallars | església     | Estil: arquitectura romànica                     | 42° 12′ 55″ N, 0° 56′ 51″ E / 42.21538056°N,0.94738333°E 618.1 msnm                           |                                            | Sant Roc de Salàs de Pallars               | Modifica les dades a Wikidata |
|        | Santa Bàrbara de Sensui       | Salàs de Pallars | església     | Estil: arquitectura romànica                     | 42° 14′ 04″ N, 0° 55′ 35″ E / 42.23443111°N,0.92628056°E 710.4 msnm                           | bé cultural d'interès local                | Santa Bàrbara de Sensui (Salàs de Pallars) | Modifica les dades a Wikidata |

## font
| imatge | Nom                       | Ubicat a         | instància de   | Detalls                                  | coordenades                                                                  | Protecció                                  | Commons (més fotos)       | Dades a WD                    |
| ------ | ------------------------- | ---------------- | -------------- | ---------------------------------------- | ---------------------------------------------------------------------------- | ------------------------------------------ | ------------------------- | ----------------------------- |
|        | Font i abeurador del Cup  | Salàs de Pallars | font abeurador | Estil: arquitectura popular              | 42° 12′ 50″ N, 0° 55′ 46″ E / 42.213894°N,0.92932°E ca:Capdevila 587 msnm    | bé integrant del patrimoni cultural català | Font i abeurador del Cup  | Modifica les dades a Wikidata |
|        | Font i abeurador del Vall | Salàs de Pallars | font abeurador | Estil: arquitectura popular 18th century | 42° 12′ 48″ N, 0° 55′ 54″ E / 42.213231°N,0.931759°E ca:C. del Vall 576 msnm | bé integrant del patrimoni cultural català | Font i abeurador del Vall | Modifica les dades a Wikidata |
|        | font de Fontelles         | Salàs de Pallars | font           |                                          | 42° 13′ 30″ N, 0° 55′ 55″ E / 42.22494444°N,0.93208333°E 651 msnm            |                                            | Font de Fontelles         | Modifica les dades a Wikidata |
|        | font de Llari             | Salàs de Pallars | font           |                                          | 42° 13′ 07″ N, 0° 56′ 07″ E / 42.218711°N,0.935368°E 576 msnm                |                                            |                           | Modifica les dades a Wikidata |
|        | font de Sant Clem         | Salàs de Pallars | font           |                                          | 42° 13′ 16″ N, 0° 55′ 18″ E / 42.22108333°N,0.92172222°E 690 msnm            |                                            | Font de Sant Clem         | Modifica les dades a Wikidata |
|        | font de Soldevila         | Salàs de Pallars | font           |                                          | 42° 12′ 43″ N, 0° 55′ 56″ E / 42.21191667°N,0.93233333°E 568 msnm            |                                            | Font de Soldevila         | Modifica les dades a Wikidata |
|        | font del Sill             | Salàs de Pallars | font           |                                          | 42° 13′ 03″ N, 0° 55′ 40″ E / 42.2175°N,0.92766667°E                         |                                            |                           | Modifica les dades a Wikidata |

## indret
| imatge | Nom           | Ubicat a         | instància de | Detalls | coordenades                                                         | Protecció | Commons (més fotos)           | Dades a WD                    |
| ------ | ------------- | ---------------- | ------------ | ------- | ------------------------------------------------------------------- | --------- | ----------------------------- | ----------------------------- |
|        | Escadolles    | Salàs de Pallars | indret       |         | 42° 13′ 18″ N, 0° 56′ 31″ E / 42.2218°N,0.941806°E                  |           |                               | Modifica les dades a Wikidata |
|        | La Plantada   | Salàs de Pallars | indret       |         | 42° 13′ 00″ N, 0° 55′ 41″ E / 42.2167°N,0.928056°E 600 msnm         |           |                               | Modifica les dades a Wikidata |
|        | Les Costes    | Salàs de Pallars | indret       |         | 42° 13′ 06″ N, 0° 57′ 15″ E / 42.21844444°N,0.95425°E 550 msnm      |           |                               | Modifica les dades a Wikidata |
|        | Les Creus     | Salàs de Pallars | indret       |         | 42° 13′ 17″ N, 0° 56′ 48″ E / 42.22138056°N,0.94655556°E 594.9 msnm |           |                               | Modifica les dades a Wikidata |
|        | Les Lledons   | Salàs de Pallars | indret       |         | 42° 13′ 02″ N, 0° 56′ 40″ E / 42.2173°N,0.944361°E 575 msnm         |           |                               | Modifica les dades a Wikidata |
|        | Los Capbloncs | Salàs de Pallars | indret       |         | 42° 12′ 59″ N, 0° 57′ 29″ E / 42.2164°N,0.958111°E 510 msnm         |           |                               | Modifica les dades a Wikidata |
|        | Los Feixans   | Salàs de Pallars | indret       |         | 42° 13′ 08″ N, 0° 55′ 31″ E / 42.2189°N,0.925389°E                  |           |                               | Modifica les dades a Wikidata |
|        | Los Seixos    | Salàs de Pallars | indret       |         | 42° 14′ 55″ N, 0° 51′ 46″ E / 42.248738°N,0.862716°E 1200 msnm      |           | Los Seixos (Salàs de Pallars) | Modifica les dades a Wikidata |

## masia
| imatge | Nom            | Ubicat a         | instància de | Detalls | coordenades                                                          | Protecció | Commons (més fotos) | Dades a WD                    |
| ------ | -------------- | ---------------- | ------------ | ------- | -------------------------------------------------------------------- | --------- | ------------------- | ----------------------------- |
|        | Can Delme      | Salàs de Pallars | masia        |         | 42° 12′ 50″ N, 0° 55′ 48″ E / 42.2137541296045°N,0.929905797699303°E |           |                     | Modifica les dades a Wikidata |
|        | Casa Carrió    | Salàs de Pallars | masia        |         | 42° 12′ 44″ N, 0° 55′ 55″ E / 42.2122844828331°N,0.931807296294948°E |           |                     | Modifica les dades a Wikidata |
|        | Mas del Balust | Salàs de Pallars | masia        |         | 42° 13′ 31″ N, 0° 54′ 21″ E / 42.2253757473964°N,0.905837681718353°E |           |                     | Modifica les dades a Wikidata |

## molí
| imatge | Nom                          | Ubicat a         | instància de   | Detalls                     | coordenades                                                          | Protecció                                  | Commons (més fotos) | Dades a WD                    |
| ------ | ---------------------------- | ---------------- | -------------- | --------------------------- | -------------------------------------------------------------------- | ------------------------------------------ | ------------------- | ----------------------------- |
|        | Molí de l'Oli                | Salàs de Pallars | molí Ús: trull |                             | 42° 12′ 40″ N, 0° 55′ 56″ E / 42.2111648847882°N,0.932146689052964°E |                                            |                     | Modifica les dades a Wikidata |
|        | Restes de l'antic Molí d'Oli | Salàs de Pallars | molí Ús: trull | Estil: arquitectura popular | 42° 12′ 50″ N, 0° 55′ 45″ E / 42.213839°N,0.929062°E                 | bé integrant del patrimoni cultural català |                     | Modifica les dades a Wikidata |

## muntanya
| imatge | Nom                   | Ubicat a                       | instància de | Detalls | coordenades                                                          | Protecció | Commons (més fotos)                 | Dades a WD                    |
| ------ | --------------------- | ------------------------------ | ------------ | ------- | -------------------------------------------------------------------- | --------- | ----------------------------------- | ----------------------------- |
|        | Roca Tosa             | Salàs de Pallars Talarn        | muntanya     |         | 42° 11′ 56″ N, 0° 55′ 20″ E / 42.1988°N,0.922133°E 770.6 msnm        |           |                                     | Modifica les dades a Wikidata |
|        | Sant Pere Màrtir      | Salàs de Pallars               | muntanya     |         | 42° 12′ 55″ N, 0° 54′ 52″ E / 42.21536944°N,0.91439444°E 807 msnm    |           | Sant Pere Màrtir (Salàs de Pallars) | Modifica les dades a Wikidata |
|        | Sant Roc              | Salàs de Pallars               | muntanya     |         | 42° 12′ 52″ N, 0° 56′ 42″ E / 42.21447778°N,0.94509722°E 628 msnm    |           | Sant Roc (Salàs de Pallars)         | Modifica les dades a Wikidata |
|        | turó del Clot del Piu | Salàs de Pallars Conca de Dalt | muntanya     |         | 42° 15′ 10″ N, 0° 51′ 54″ E / 42.25289444°N,0.86503611°E 1391.8 msnm |           |                                     | Modifica les dades a Wikidata |

## pont
| imatge | Nom               | Ubicat a         | instància de | Detalls                     | coordenades                                                          | Protecció | Commons (més fotos) | Dades a WD                    |
| ------ | ----------------- | ---------------- | ------------ | --------------------------- | -------------------------------------------------------------------- | --------- | ------------------- | ----------------------------- |
|        | Pont de Sant Pere | Salàs de Pallars | pont         |                             | 42° 12′ 44″ N, 0° 56′ 22″ E / 42.2122351919668°N,0.939574163819005°E |           |                     | Modifica les dades a Wikidata |
|        | Pont de Sensui    | Salàs de Pallars | pont         | Travessa: barranc de Rivert | 42° 14′ 00″ N, 0° 55′ 13″ E / 42.2333741865343°N,0.920260571750662°E |           |                     | Modifica les dades a Wikidata |

## serra
| imatge | Nom                    | Ubicat a                       | instància de | Detalls      | coordenades                                                   | Protecció | Commons (més fotos)          | Dades a WD                    |
| ------ | ---------------------- | ------------------------------ | ------------ | ------------ | ------------------------------------------------------------- | --------- | ---------------------------- | ----------------------------- |
|        | Roques Pelades         | Talarn Salàs de Pallars        | serra        | Llarg: 0.5km | 42° 12′ 26″ N, 0° 54′ 28″ E / 42.2071°N,0.907858°E 756.5 msnm |           |                              | Modifica les dades a Wikidata |
|        | Serrat de Mig          | Salàs de Pallars Conca de Dalt | serra        | Llarg: 1.3km | 42° 14′ 17″ N, 0° 53′ 17″ E / 42.238°N,0.887937°E 1102 msnm   |           |                              | Modifica les dades a Wikidata |
|        | Serrat de Sant Martí   | Salàs de Pallars               | serra        |              | 42° 13′ 31″ N, 0° 54′ 11″ E / 42.2254°N,0.902939°E 763.4 msnm |           |                              | Modifica les dades a Wikidata |
|        | Serrat del Tarter Gros | Salàs de Pallars               | serra        | Llarg: 2km   | 42° 14′ 12″ N, 0° 53′ 08″ E / 42.2366°N,0.885556°E 971.7 msnm |           |                              | Modifica les dades a Wikidata |
|        | Serrat dels Anganets   | Salàs de Pallars Tremp Talarn  | serra        | Llarg: 0.5km | 42° 12′ 27″ N, 0° 54′ 30″ E / 42.2075°N,0.908356°E 756.5 msnm |           |                              | Modifica les dades a Wikidata |
|        | els Monts              | Salàs de Pallars               | serra        |              | 42° 13′ 11″ N, 0° 56′ 58″ E / 42.2198°N,0.949331°E 650 msnm   |           | Els Monts (Salàs de Pallars) | Modifica les dades a Wikidata |
|        | serrat de l'Extrem     | Conca de Dalt Salàs de Pallars | serra        |              | 42° 14′ 14″ N, 0° 54′ 07″ E / 42.2372°N,0.901944°E 866.4 msnm |           |                              | Modifica les dades a Wikidata |

## Misc
| imatge | Nom                                    | Ubicat a                                                                    | instància de           | Detalls                                                           | coordenades                                                                                           | Protecció                                            | Commons (més fotos)                     | Dades a WD                    |
| ------ | -------------------------------------- | --------------------------------------------------------------------------- | ---------------------- | ----------------------------------------------------------------- | --- | ---------------------------------------------------- | --------------------------------------- | ----------------------------- |
|        | Cafè-Cinema Degà                       | Salàs de Pallars                                                            | edifici                | Estil: arquitectura popular                                       | 42° 12′ 45″ N, 0° 55′ 57″ E / 42.212414°N,0.932421°E ca:Raval de la Carretera, 30 566 msnm            | bé cultural d'interès local                          | Cafè-Cinema Degà                        | Modifica les dades a Wikidata |
|        | Estació de Salàs de Pallars            | Salàs de Pallars                                                            | estació de ferrocarril | Estil: arquitectura popular                                       | 42° 12′ 25″ N, 0° 56′ 26″ E / 42.2068463°N,0.9405259°E                                                | bé cultural d'interès local                          | Salàs de Pallars train station          | Modifica les dades a Wikidata |
|        | Forat de la Sabata                     | Salàs de Pallars                                                            | cova                   |                                                                   | 42° 15′ 05″ N, 0° 51′ 37″ E / 42.2513275006755°N,0.860334695218044°E                                  |                                                      |                                         | Modifica les dades a Wikidata |
|        | La Torre del Xut                       | Salàs de Pallars                                                            | torrassa               | Estil: arquitectura popular                                       | 42° 12′ 28″ N, 0° 56′ 17″ E / 42.20768°N,0.938045°E ca:A tocar de la carretera C-13, km 94,7 530 msnm | bé d'interès cultural bé cultural d'interès nacional | La Torre del Xut (Salàs de Pallars)     | Modifica les dades a Wikidata |
|        | Mas del Balust                         | Salàs de Pallars                                                            | antic assentament      |                                                                   | 42° 13′ 31″ N, 0° 54′ 20″ E / 42.22526111°N,0.90561944°E 784.6 msnm                                   |                                                      |                                         | Modifica les dades a Wikidata |
|        | Recinte fortificat de Salàs de Pallars | Salàs de Pallars                                                            | vila closa             | Estil: arquitectura popular 13rd century                          | 42° 12′ 43″ N, 0° 55′ 57″ E / 42.211942°N,0.932382°E 568 msnm                                         | bé d'interès cultural bé cultural d'interès nacional | Fortified enclosure of Salàs de Pallars | Modifica les dades a Wikidata |
|        | Teuleria de Piolet                     | Salàs de Pallars                                                            | teuleria               | Estil: arquitectura popular                                       | 42° 12′ 16″ N, 0° 56′ 17″ E / 42.20448888888889°N,0.9381611111111112°E                                | bé integrant del patrimoni cultural català           |                                         | Modifica les dades a Wikidata |
|        | Torre de Barta                         | Salàs de Pallars                                                            | torre de defensa       |                                                                   | 42° 12′ 46″ N, 0° 55′ 56″ E / 42.212686°N,0.932221°E 569 msnm                                         |                                                      | Torre de Barta                          | Modifica les dades a Wikidata |
|        | casa consistorial de Salàs de Pallars  | Salàs de Pallars                                                            | casa consistorial      |                                                                   | 42° 12′ 43″ N, 0° 55′ 56″ E / 42.2119247°N,0.9323054°E                                                |                                                      |                                         | Modifica les dades a Wikidata |
|        | cementiri de Sant Pere Vell            | Salàs de Pallars                                                            | cementiri              | Estil: arquitectura popular                                       | 42° 12′ 48″ N, 0° 56′ 16″ E / 42.213224°N,0.937889°E                                                  | bé integrant del patrimoni cultural català           | Cementiri de Sant Pere Vell             | Modifica les dades a Wikidata |
|        | pantà de Sant Antoni                   | Talarn Salàs de Pallars la Pobla de Segur Conca de Dalt Isona i Conca Dellà | embassament llac       | 1913 Llarg: 11km Superfície: 9.27km² Volum: 205hm³ Conca: 2070km² | 42° 12′ 07″ N, 0° 57′ 00″ E / 42.20195°N,0.94997°E                                                    |                                                      | Pantà de Sant Antoni                    | Modifica les dades a Wikidata |
|        | plaça del Mercat                       | Salàs de Pallars                                                            | plaça                  | Estil: arquitectura popular 15th century                          | 42° 12′ 46″ N, 0° 55′ 53″ E / 42.212767°N,0.931501°E 579 msnm                                         | bé integrant del patrimoni cultural català           | Plaça del Mercat (Salàs de Pallars)     | Modifica les dades a Wikidata |